# Premi Lumière 2019
La cerimonia di premiazione della 24ª edizione dei Premi Lumière si è svolta il 4 febbraio 2019.

## Vincitori e candidati
I vincitori sono indicati in grassetto, a seguire gli altri candidati.
Miglior film
- I fratelli Sisters (The Sisters Brothers), regia di Jacques Audiard
  - Quel giorno d'estate (Amanda), regia di Mikhaël Hers
  - Guy, regia di Alex Lutz
  - Lady J (Mademoiselle de Joncquières), regia di Emmanuel Mouret
  - Pupille, regia di Jeanne Herry

Miglior regista
- Jacques Audiard - I fratelli Sisters (The Sisters Brothers)
  - Jeanne Herry - Pupille
  - Xavier Legrand - L'affido - Una storia di violenza (Jusqu'à la garde)
  - Gaspar Noé - Climax
  - Pierre Salvadori - Pallottole in libertà (En liberté!)

Migliore sceneggiatura
- Pierre Salvadori, Benoit Graffin e Benjamin Charbit - Pallottole in libertà (En liberté!)
  - Andréa Bescond e Eric Métayer - Les chatouilles
  - Jeanne Herry - Pupille
  - Thomas Lilti - Première Année
  - Emmanuel Mouret - Lady J (Mademoiselle de Joncquières)

Miglior attrice
- Élodie Bouchez - Pupille
  - Cécile de France - Lady J (Mademoiselle de Joncquières)
  - Léa Drucker - L'affido - Una storia di violenza (Jusqu'à la garde)
  - Virginie Efira - Un amour impossible
  - Mélanie Thierry - La douleur

Miglior attore
- Alex Lutz - Guy
  - Romain Duris - Le nostre battaglie (Nos batailles)
  - Vincent Lacoste - Quel giorno d'estate (Amanda)
  - Vincent Lindon - In guerra (En guerre)
  - Denis Ménochet - L'affido - Una storia di violenza (Jusqu'à la garde)

Rivelazione femminile
- Ophélie Bau - Mektoub, My Love - Canto uno
  - Galatéa Bellugi - L'apparizione
  - Andréa Bescond - Les Chatouilles
  - Jeanne Cohendy - Marche ou crève
  - Kenza Fortas - Shéhérazade

Rivelazione maschile
- Félix Maritaud - Sauvage
  - Anthony Bajon - La Prière
  - William Lebghil - Première Année
  - Andranic Manet - Mes provinciales
  - Dylan Robert - Shéhérazade

Migliore opera prima
- L'affido - Una storia di violenza (Jusqu'à la garde), regia di Xavier Lagrande
  - Les Chatouilles, regia di Andréa Bescond e Éric Métayer
  - Les Garçons sauvages, regia di Bertrand Manico
  - Sauvage, regia di Camille Vidal-Naquet
  - Shéhérazade, regia di Jean-Bernard Marlin

Miglior film francofono
- Girl, regia di Lukas Dhont
  - Cafarnao - Caos e miracoli (Capharnaüm), regia di Nadine Labaki
  - Chris the Swiss, regia di Anja Kofmel
  - L'insulto (L'insulte), regia di Ziad Doueiri
  - Le nostre battaglie (Nos batailles), regia di Guillaume Senez

Premio Lumière onorifico
- Claude Lelouch
- Anouk Aimée
- Jane Birkin